# Argouges
Argouges település Franciaországban, Manche megyében. Lakosainak száma 502 fő (2018. január 1.). Argouges Vessey, Coglès, Carnet, Montanel és Villiers-le-Pré községekkel határos.

## Népesség
A település népességének változása:
| Lakosok száma | 787  | 718  | 621  | 599  | 540  | 541  | 525  | 529  | 507  | 502  |
|               | 1968 | 1975 | 1982 | 1990 | 1999 | 2011 | 2013 | 2015 | 2017 | 2018 |